# Parafia Świętych Apostołów Piotra i Pawła w Osiecznicy
Parafia Świętych Apostołów Piotra i Pawła w Osiecznicy – parafia rzymskokatolicka, położona w dekanacie Krosno Odrzańskie, diecezji zielonogórsko-gorzowskiej, metropolii szczecińsko-kamieńskiej w Polsce, erygowana 29 czerwca 1980. 

## Terytorium
- Bielów
- Czetowice
- Łochowice
- Osiecznica
- Skórzyn

## Poczet proboszczów
- † ks. kan. Emil Wilgucki: 22.03.1971 - 27.12.1994
- ks. Józef Rusin: 1995 - 21.08.2001
- ks. kan. mgr Andrzej Nowak: 22.08.2001 - 31.07.2018
- ks. dr Andrzej Maciejewski: 01.08.2018 - 31.07.2025
- ks. Piotr Piestrzyński: 01.08.2025 - nadal (administrator)